# Национальная академия образования имени Ибрая Алтынсарина
Национальная академия образования имени Ибрая Алтынсарина — один из ведущих научно-педагогических центров Республики Казахстан. Носит имя казахского педагога и просветителя Ибрая Алтынсарина. В соответствии со стратегией развития образования страны основными задачами Академии являются:
- повышение результативности научных исследований в области образования;
- координация внедрения результатов психолого-педагогических исследований в реальную практику образования;
- координация разработки нормативной правовой базы всех уровней образования;
- содействие развитию теории и практики педагогического образования;
- аккумуляция, трансформация и тиражирование лучшего отечественного и мирового педагогического опыта;
- изучение, адаптация и трансляция опыта Назарбаев Интеллектуальных школ, Назарбаев Университета и Холдинга «Кәсіпқор»;
- повышение качества учебно-методического обеспечения процесса обновления содержания образования;
- вовлечение широкой научной, педагогической, родительской общественности, МИО, СМИ и других заинтересованных сторон в деятельность Академии;
- институциональное развитие Академии;
- развитие кадрового потенциала Академии.

## Организационная структура
- Центр непрерывного педагогического образования
- Центр координации методологического обеспечения содержания среднего образования
- Центр теории и методики воспитания
- Центр трехъязычного образования
- Центр среднего образования
- Центр развития инклюзивного образования
- Центр развития малокомплектных школ

## Хронология переименований
- Создана в 1921 году как научно-методический центр по инициативе Ахмета Байтурсынова
- В 1933 году реорганизована в Научно-исследовательский институт педагогических наук
- В 1936 году переименована в Институт педагогики и организации школ
- В 1938 году переименована в Научно-исследовательский институт школ
- В 1951 году переименована в Научно-исследовательский институт педагогических наук,
- В 1993 году переименована в Казахский институт проблем образования
- В 1998 году получила название Казахская академия образования имени Ибрая Алтынсарина[1]
- В 2008 году Постановлением Правительства РК от 14 апреля 2008 года № 365 получила статус Национальной академии образования имени И. Алтынсарина

## Руководители
- Абаева, Никара Бакировна (1984—1991)